# 프리시오네라 데 아모르
《프리시오네라 데 아모르》(스페인어: Prisionera de amor)은 1994년 방영된 멕시코의 텔레노벨라이다.